# Pebble (годинник)

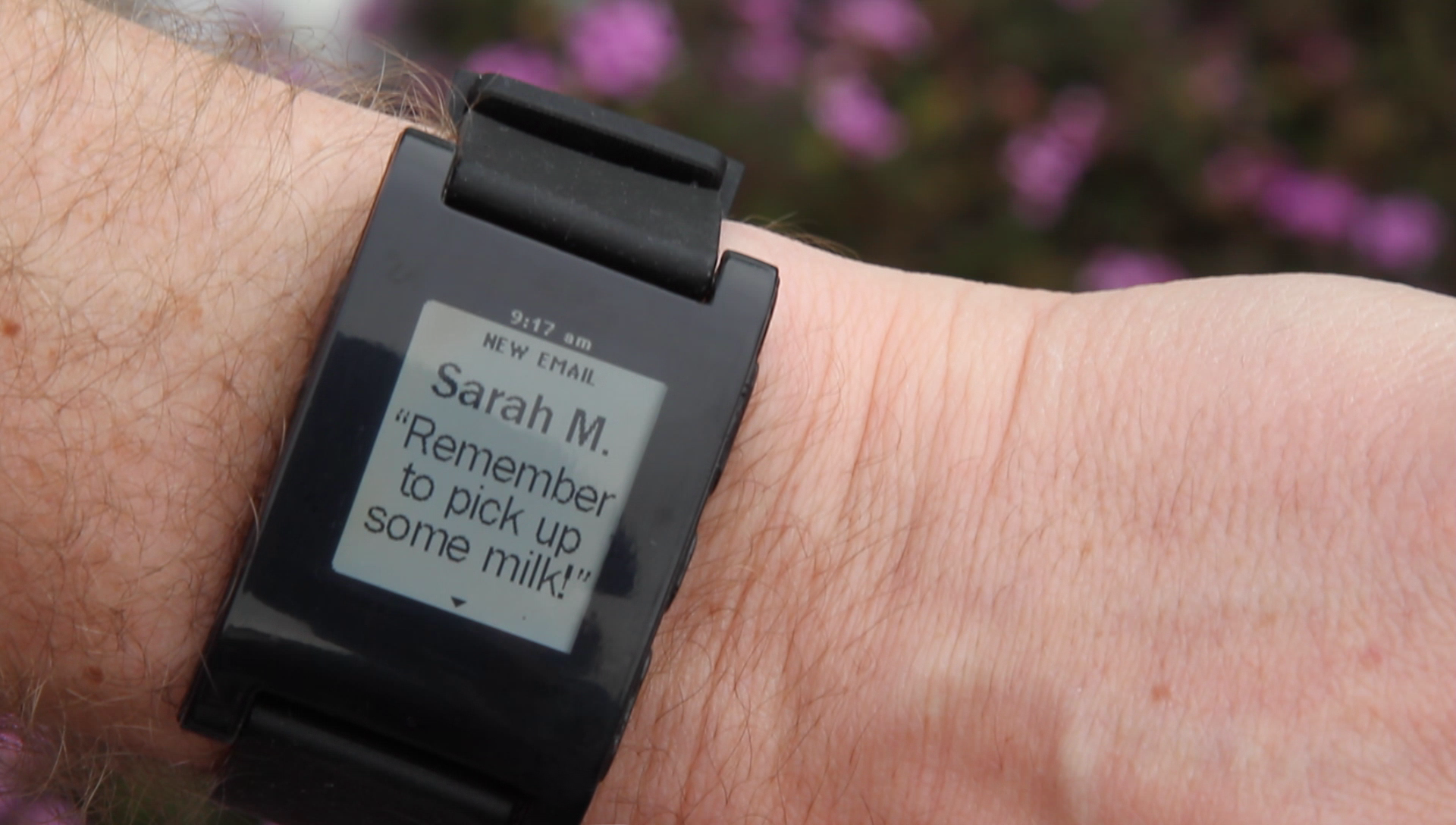
Pebble уміє відображати сповіщення коли, наприклад, отримано електронний лист

Pebble (англ. Pebble Smartwatch) — розумний годинник, розроблений Pebble Technology Corporation, уперше представлений на краудфандинговій платформі Kickstarter у 2012 році. Проєкт привернув увагу наймасштабнішим на той момент збором коштів (усього було зібрано понад 10 мільйонів доларів). Перша версія мала чорно-білий дисплей, виготовлений за технологією електронних чорнил, мікропроцесор з можливістю виконання сторонніх програм, пам'ять для їх зберігання, а також Bluetooth, вібромотор, магнетометр, датчик рівня освітлення та акселерометр. Така периферія дає можливість окрім безпосередньо відображення часу повідомляти власника про нові сповіщення зі смартфона з можливістю швидких відповідей, вести облік активності, гратися в ігри на годиннику, відображати маршрути тощо. Pebble сумісний із пристроями на базі Android та iOS. Станом на лютий 2014 у магазині Pebble було розміщено понад 1000 сторонніх програм, розроблених за допомогою відкритого Pebble SDK.
Станом на 31 грудня 2014 року було продано понад мільйон годинників Pebble.
7 грудня 2016 року було оголошено про припинення продажів та поглинання компанією Fitbit.

## Pebble Steel

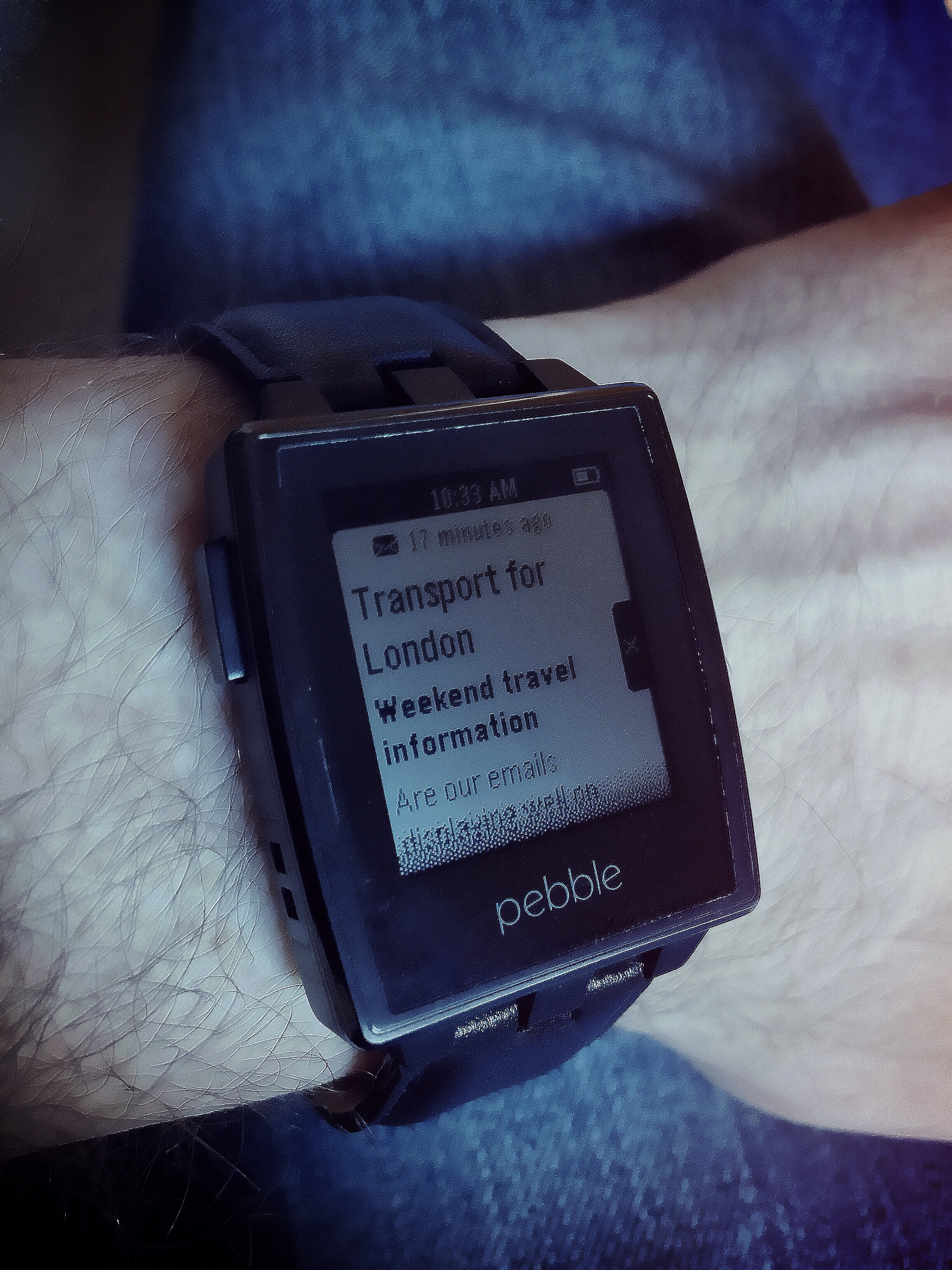
Pebble Steel

Pebble Steel — варіант годинника зі сталевим корпусом, уперше представлений на CES 2014. Порівняно із попередньою версією, він тонший, має металевий корпус і кнопки, а також скло Corning Gorilla Glass. При цьому електронна частина залишилася майже без змін: було збільшено обсяг внутрішньої пам'яті, а також додано світлодіод, який сповіщає про заряджання.

## Pebble Time

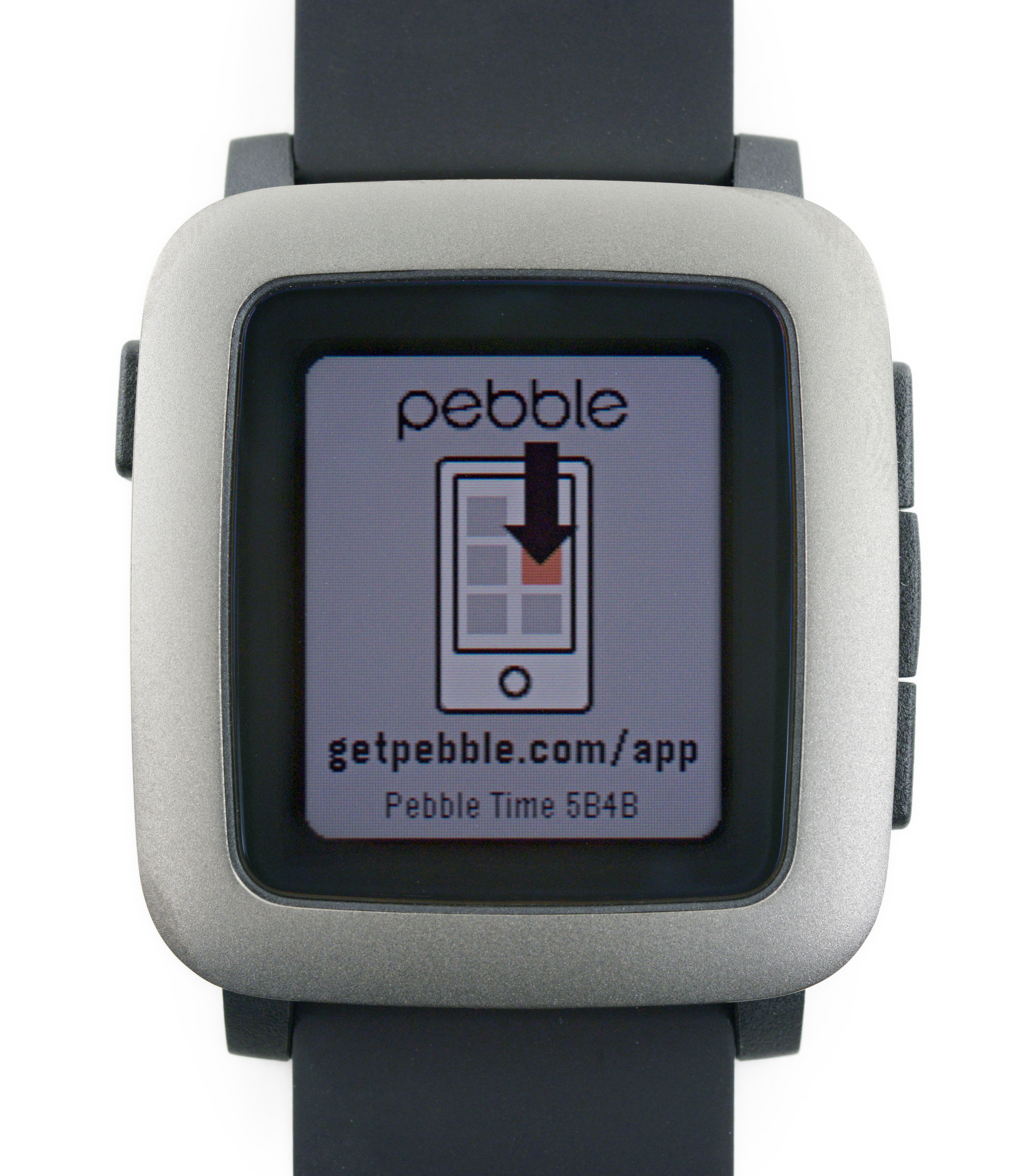
Pebble Time

24 лютого 2015 року Pebble знову вийшла на Kickstarter із Pebble Time — другим поколінням годинника. Станом на 30 березня 2015 року цей проєкт є найуспішнішим за всю історію майданчика — необхідні 500 тисяч доларів були зібрані вже через 33 хвилини після старту, через 49 хвилин цифра перевалила за мільйон. Загалом проєкт підтримали 78 741 людини, а загальна сума пожертв склала 20 338 986 доларів.
Представлено кілька модифікацій годинника — сталеву версію Pebble Time Steel із акумулятором на 10 днів та звичайну Pebble Time з акумулятором на 7 днів. Електроніка суттєво оновилася: було додано 64-кольоровий e-paper екран, захищений склом Gorilla Glass, мікрофон, а також інтерфейс для «розумних ремінців» (англ. Smartstraps). За допомогою останнього сторонні розробники можуть виготовляти ремінці із GPS-приймачами, сенсорами серцебиття, додатковими акумуляторами тощо.
Програмна частина також отримала значні зміни. Нова версія Pebble OS, яка пізніше була презентована і для всіх попередніх версій Pebble, побудована на концепті часової стрічки (англ. timeline): користувач має швидкий доступ до подій, які вже відбулися та тих, які відбудуться. При цьому чим ближче до потрібної події, тим менше клацань потрібно, щоб до неї дістатися. Подіями є пропущені дзвінки, зустрічі з календаря, схід і захід сонця тощо. При цьому сторонні розробники теж можуть додавати події в стрічку. Окрім цього, із новою ОС зникло обмеження на кількість установлених на годиннику програм, тепер вони динамічно завантажуються з під'єднаного телефона. Також починаючи з версії 3.8 для Pebble Steel, Pebble Time і Pebble Time Round доступний Pebble Health — програмний фітнес-трекер, який рахує кроки та сон, сумісний із Google Fit та Apple HealthKit. До цієї версії подібний функціонал реалізовувався через сторонні програми на кшталт Misfit чи Jawbone.

### Pebble Time Round
26 вересня Pebble представила круглу версію годинника Pebble Time Round. Одночасно було представлено SDK для роботи з новою версією. Від інших модель відрізняється круглим екраном, меншою товщиною (7.5 мм) та масою (28 г). Корпус виготовлений із металу. Акумулятор здатний живити модель тільки упродовж двох діб. Це значно менше, ніж у попередніх версій, проте у кілька разів більше, ніж в іншого розумного годинника Apple Watch, здатного пропрацювати тільки 16 годин від одного заряду. Зате Time Round — це перший годинник компанії, що підтримує технологію швидкої зарядки. Компанія стверджує, що всього за 15 хвилин пристрій зарядиться настільки, щоб пропрацювати цілу добу.

## Підтримка української мови
Передача сповіщень з телефону на годинник відбувається із використанням кодування Юнікод, проте в ОС годинника до версії 3.9 не було шрифтів, які б містили українські символи. Починаючи із версії 3.9 з'явилася підтримка кирилиці для відображення сповіщень, при цьому інтерфейс залишився англомовним.